# Сен-Венсан-де-Салер
Сен-Венса́н-де-Сале́р (фр. Saint-Vincent-de-Salers, окс. Sant Vincent de Salers) — коммуна во Франции, находится в регионе Овернь. Департамент — Канталь. Входит в состав кантона Салер. Округ коммуны — Морьяк.
Код INSEE коммуны — 15218.
Коммуна расположена приблизительно в 410 км к югу от Парижа, в 80 км юго-западнее Клермон-Феррана, в 32 км к северу от Орийака.

## История
Во время Великой французской революции город, носивший название Сен-Венсан (фр. Saint-Vincent), стал именоваться Мар (фр. Mars), по названию одноимённой реки. Нынешнее название было принято в 1994 году.

## Население
Население коммуны на 2008 год составляло 79 человек.
| 1962 | 1968 | 1975 | 1982 | 1990 | 1999 | 2008 |
| ---- | ---- | ---- | ---- | ---- | ---- | ---- |
| 352  | 299  | 217  | 168  | 127  | 108  | 79   |

## Экономика
В 2007 году среди 33 человек в трудоспособном возрасте (15—64 лет) 20 были экономически активными, 13 — неактивными (показатель активности — 60,6 %, в 1999 году было 63,8 %). Из 20 активных работали 19 человек (12 мужчин и 7 женщин), безработным был 1 мужчина. Среди 13 неактивных 2 человека были учениками или студентами, 6 — пенсионерами, 5 были неактивными по другим причинам.

## Достопримечательности
- Замок Шантрель (XV век). Памятник истории с 1946 года[3]
- Замок Ла-Бори (XV век). Памятник истории с 1986 года[4]
- Церковь Сен-Венсан (XII век). Памятник истории с 1930 года[5]
- Мост Генриха IV (XV век)[6]

## Фотогалерея

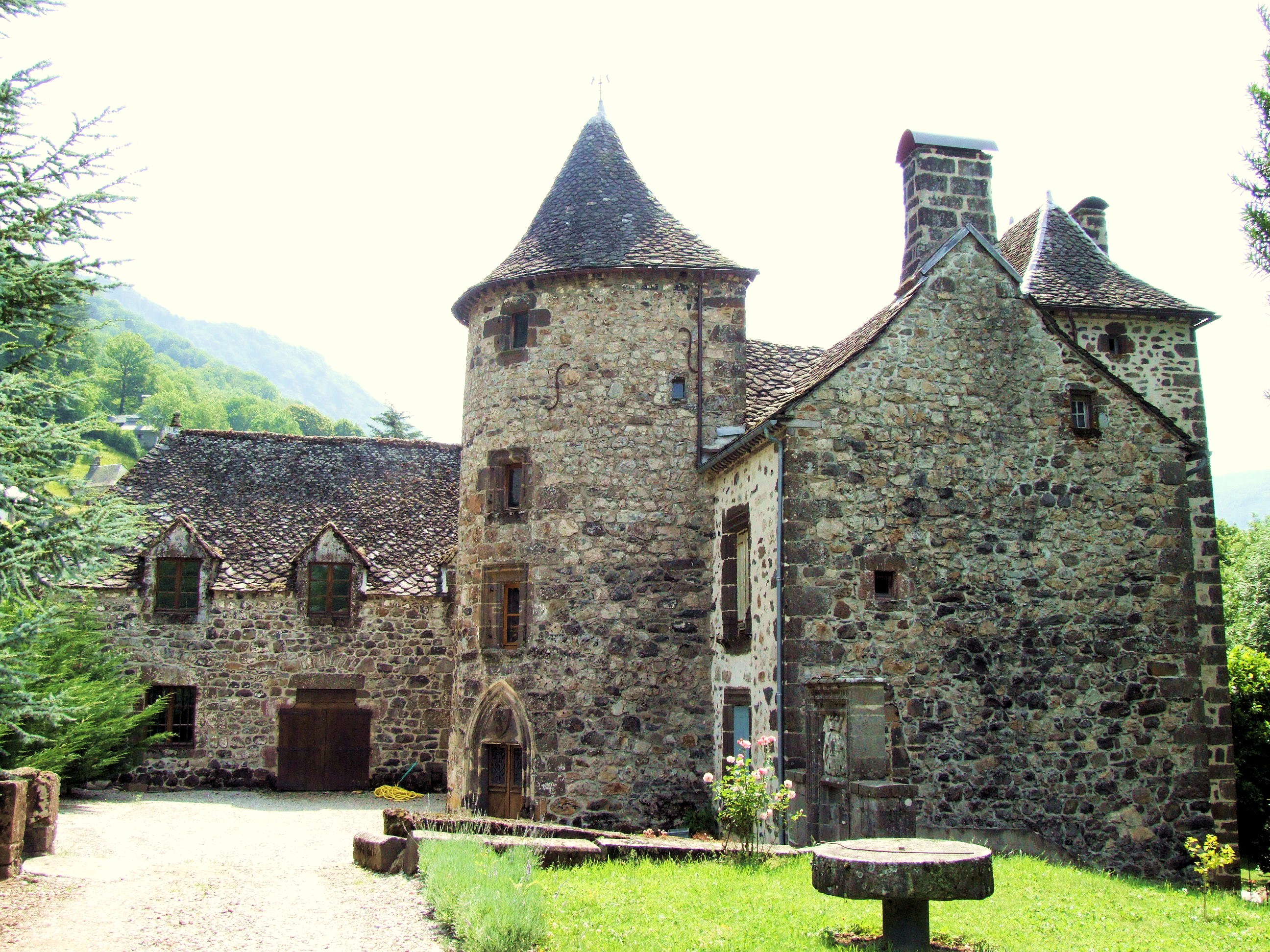
Замок Ла-Бори
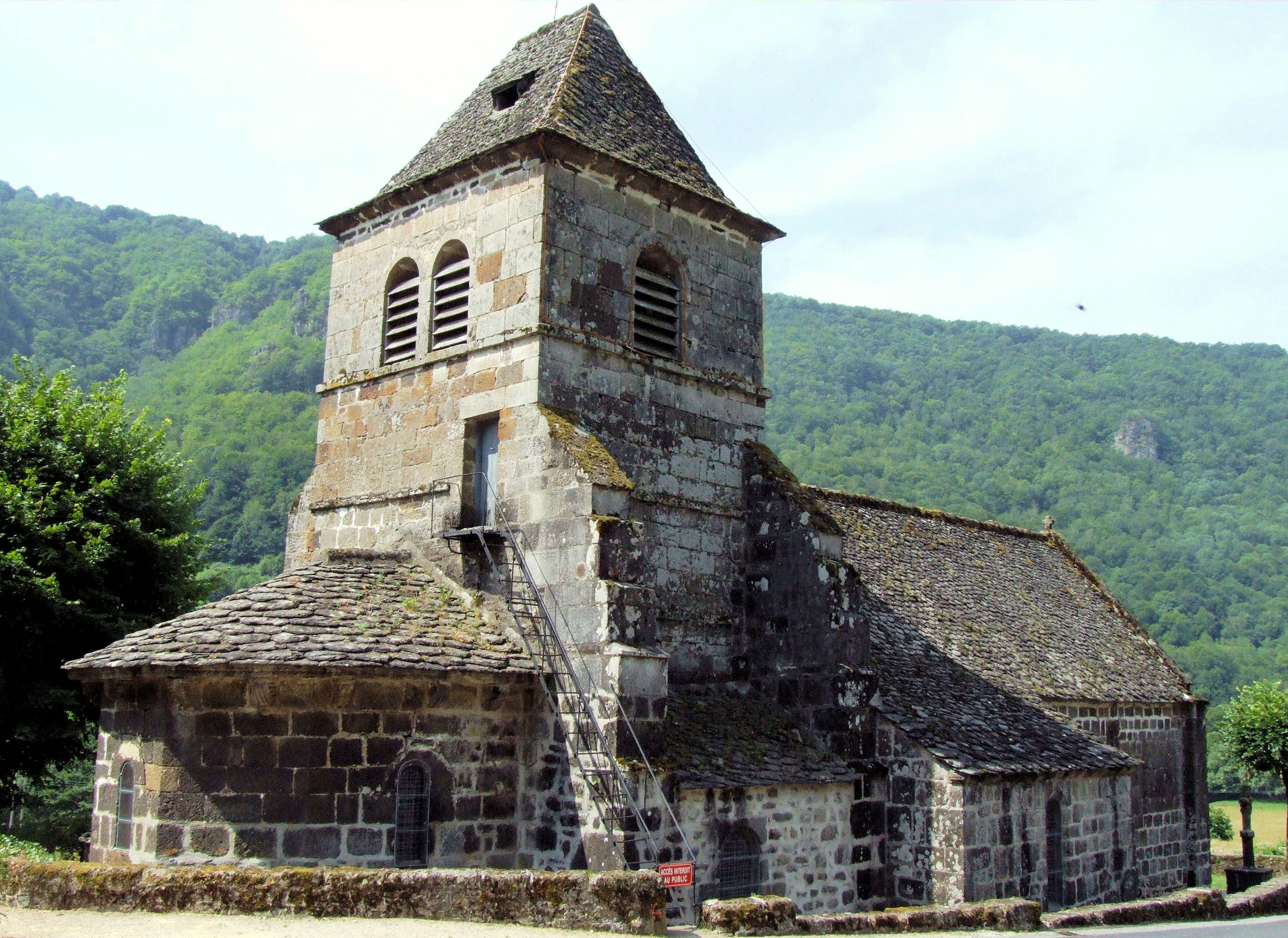
Церковь Сен-Венсан
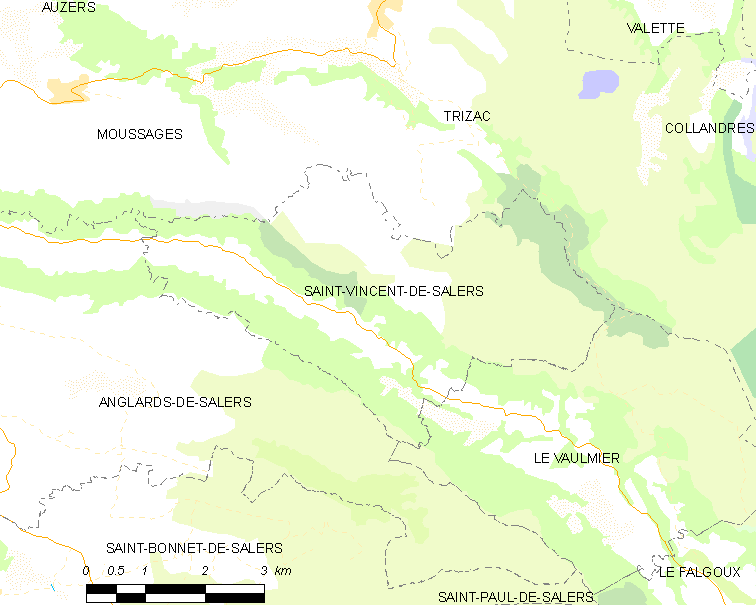
Карта коммуны